# Jeangu Macrooy
Jeangu Macrooy (Paramaribo, 6 de noviembre de 1993) es un cantante y compositor surinamés. Vive en los Países Bajos desde 2014. Su música se puede enmarcar dentro del estilo soul moderno en inglés.

## Biografía
Macrooy nació en 1993 en Paramaribo. Junto con su hermano gemelo Xillan, formó la banda Between Towers en 2011. En enero de 2013 lanzó su primer y único álbum Stars on My Radio.
Después de dos años de estudio en el conservatorio de Paramaribo, se mudó a los Países Bajos en 2014 para seguir su formación como compositor en la Academia ArtEZ Pop en Enschede.
El 29 de marzo de 2018, Macrooy interpretó el papel de Judas en The Passion 2018.
El 10 de enero de 2020, se anunció que Macrooy representaría a los Países Bajos en el Festival de Eurovisión. Sin embargo, el festival fue cancelado debido a la pandemia de COVID-19. Por ello, la televisión pública neerlandesa le dio la oportunidad de representar al país en Eurovisión 2021.

## Carrera
En los Países Bajos, comenzó una colaboración con el productor Perquisite, quien conoció a Jeangu en una audición en ArtEZ donde Perquisite evaluó a los estudiantes como maestro invitado. Macrooy se asoció oficialmente en diciembre de 2015 con el sello discográfico de Perquisite Unexpected Records.

### EP 'Brave enough'
El debut de Macrooy, 'Brave Enough', fue lanzado el 7 de abril de 2016. Su primer sencillo, 'Gold', fue bien recibido: lo interpretó el 19 de abril de 2016 en el talk show de De Wereld Draait Door y se usó en un anuncio de HBO para la serie Juego de Tronos. El 8 de abril de 2016, Macrooy fue nombrado Serious Talent por la estación de radio 3FM.

### Álbum debut 'High On You'
El álbum debut de Macrooy 'High On You', para el que colaboró con Perquisite, al igual que en su EP, fue lanzado en Unexpected Records el 14 de abril de 2017. El álbum entró en las listas de álbumes y se convirtió en el mejor de la semana. 

### Segundo álbum 'Horizon'
El 7 de febrero de 2019, Macrooy lanzó su segundo álbum 'Horizon', agotando las entradas en un concierto en la sala Paradiso.

### Shows en directo
Macrooy participó en 2016 en los programas Selah Sue, Blaudzun, Remy van Kesteren y Bernhoft. También participó en Popronde. En 2017 recorrió los Países Bajos con su primera gira por clubes y en el verano de 2017 Macrooy tocó con su banda en varios festivales, incluidos Noorderslag, North Sea Jazz, Festival Mundial y A Campingflight to Lowlands Paradise . 

### Teatro
La gira de teatro 'Horizon' de Macrooy comienza en la primavera de 2020 y actúa con su banda en veinte teatros diferentes en los Países Bajos.

### Bandas sonoras de películas
El sencillo de Macrooy Dance With Me es la canción principal del largometraje de Michiel van Erp, Nadie en la ciudad.

### De Wereld Draait Door (DWDD)
Después de su debut con DWDD, Macrooy ha sido invitado regularmente para interpretar su propia música y varias veces para rendir tributos. Por ejemplo, rindió homenaje a Stevie Wonder, George Michael y los Blue Diamonds y cantó The Times They Are a-Changin de Bob Dylan en una retrospectiva especial de DWDD. En la temporada 2018/2019, Macrooy, junto con Ruben Hein, interpretó temas de Paul Simon y Elton John en varias actuaciones que anunciaron su gira de despedida a principios de ese año.

### Giras por el extranjero
Jeangu Macrooy también actúa fuera de los Países Bajos. Hizo el acto de apoyo para conciertos de Curtis Harding y Ayọ (en Alemania) y Trombone Shorty (en Alemania, Bélgica y Francia). En el verano de 2019, también realizó su primera gira (principal) por Colonia, Hamburgo y Berlín, y tocó en el Festival Reeperbahn, de renombre internacional en Hamburgo.

## Nominaciones y premios
- Noviembre de 2015: ganador del premio Twentse Pop Secret[12]
- Diciembre de 2016: nominado para un Edison en la categoría Mejor artista nuevo[13]
- Abril de 2017: ganador Popprijs Overijssel 2017[14]
- Diciembre de 2017: nominado a un Edison en la categoría Mejor álbum 2018[15]
- Noviembre de 2018: nominado por Esquire como Hombre mejor vestido 2018[16]
- Septiembre de 2019: fue uno de los 3 nominados para el Cascanueces de plata 2019[17]